# سیارک ۲۰۹۶۹
سیارک ۲۰۹۶۹ (به انگلیسی: 20969 Samo، نامگذاری:1979SH) بیست هزار و نهصد و شصت و نهمین سیارک کشف شده‌است که در ۱۷ سپتامبر ۱۹۷۹ کشف شد.